# Équipe de Tchécoslovaquie de football à la Coupe du monde 1990
L'Équipe de Tchécoslovaquie de football participa à la coupe du monde de football de 1990 et atteint les quarts de finale : la RFA de Lothar Matthäus (Ballon d'or 1990) élimina la Tchécoslovaquie en route vers la victoire.

## Résumé
Cette coupe du monde fut la dernière de la Tchécoslovaquie, qui se sépara en 1993. Cette coupe du monde, la 14e édition (et la 2e en Italie) eut lieu du 8 juin 1990 au 8 juillet 1990.

## Qualification
La Tchécoslovaquie se qualifia en finissant 2e du groupe 7, derrière la Belgique.

### Groupe 7
| 18 octobre 1988 16 novembre 1988 29 avril 1989 9 mai 1989 | Luxembourg - Tchécoslovaquie Tchécoslovaquie - Belgique Belgique - Tchécoslovaquie Tchécoslovaquie - Luxembourg | 0:2 0:0 2:1 4:0 | 7 juin 1989 6 octobre 1989 25 octobre 1989 15 novembre 1989 | Suisse - Tchécoslovaquie Tchécoslovaquie - Portugal Tchécoslovaquie - Suisse Portugal - Tchécoslovaquie | 0:1 2:1 3:0 0:0 |    | Pays            | Buts  | Pts |
| 18 octobre 1988 16 novembre 1988 29 avril 1989 9 mai 1989 | Luxembourg - Tchécoslovaquie Tchécoslovaquie - Belgique Belgique - Tchécoslovaquie Tchécoslovaquie - Luxembourg | 0:2 0:0 2:1 4:0 | 7 juin 1989 6 octobre 1989 25 octobre 1989 15 novembre 1989 | Suisse - Tchécoslovaquie Tchécoslovaquie - Portugal Tchécoslovaquie - Suisse Portugal - Tchécoslovaquie | 0:1 2:1 3:0 0:0 | 1. | Belgique        | 15:5  | 12  |
| 18 octobre 1988 16 novembre 1988 29 avril 1989 9 mai 1989 | Luxembourg - Tchécoslovaquie Tchécoslovaquie - Belgique Belgique - Tchécoslovaquie Tchécoslovaquie - Luxembourg | 0:2 0:0 2:1 4:0 | 7 juin 1989 6 octobre 1989 25 octobre 1989 15 novembre 1989 | Suisse - Tchécoslovaquie Tchécoslovaquie - Portugal Tchécoslovaquie - Suisse Portugal - Tchécoslovaquie | 0:1 2:1 3:0 0:0 | 2. | Tchécoslovaquie | 13:3  | 12  |
| 18 octobre 1988 16 novembre 1988 29 avril 1989 9 mai 1989 | Luxembourg - Tchécoslovaquie Tchécoslovaquie - Belgique Belgique - Tchécoslovaquie Tchécoslovaquie - Luxembourg | 0:2 0:0 2:1 4:0 | 7 juin 1989 6 octobre 1989 25 octobre 1989 15 novembre 1989 | Suisse - Tchécoslovaquie Tchécoslovaquie - Portugal Tchécoslovaquie - Suisse Portugal - Tchécoslovaquie | 0:1 2:1 3:0 0:0 | 3. | Portugal        | 11:8  | 10  |
| 18 octobre 1988 16 novembre 1988 29 avril 1989 9 mai 1989 | Luxembourg - Tchécoslovaquie Tchécoslovaquie - Belgique Belgique - Tchécoslovaquie Tchécoslovaquie - Luxembourg | 0:2 0:0 2:1 4:0 | 7 juin 1989 6 octobre 1989 25 octobre 1989 15 novembre 1989 | Suisse - Tchécoslovaquie Tchécoslovaquie - Portugal Tchécoslovaquie - Suisse Portugal - Tchécoslovaquie | 0:1 2:1 3:0 0:0 | 4. | Suisse          | 10:14 | 5   |
| 18 octobre 1988 16 novembre 1988 29 avril 1989 9 mai 1989 | Luxembourg - Tchécoslovaquie Tchécoslovaquie - Belgique Belgique - Tchécoslovaquie Tchécoslovaquie - Luxembourg | 0:2 0:0 2:1 4:0 | 7 juin 1989 6 octobre 1989 25 octobre 1989 15 novembre 1989 | Suisse - Tchécoslovaquie Tchécoslovaquie - Portugal Tchécoslovaquie - Suisse Portugal - Tchécoslovaquie | 0:1 2:1 3:0 0:0 | 5. | Luxembourg      | 3:22  | 1   |

## Effectif
| Numéro / Nom       | Numéro / Nom     | Club                     | Date de naissance | J.              | Buts            |                 |                 |                 |
| Gardiens de but    | Gardiens de but  | Gardiens de but          | Gardiens de but   | Gardiens de but | Gardiens de but | Gardiens de but | Gardiens de but | Gardiens de but |
| ------------------ | ---------------- | ------------------------ | ----------------- | --------------- | --------------- | --------------- | --------------- | --------------- |
| 1                  | Jan Stejskal     | Sparta Prague            | 15 janvier 1962   |                 |                 |                 |                 |                 |
| 21                 | Luděk Mikloško   | West Ham United          | 9 décembre 1961   |                 |                 |                 |                 |                 |
| 22                 | Peter Paluch     | Plastik Nitra            | 17 février 1958   |                 |                 |                 |                 |                 |
| Défenseurs         |                  |                          |                   |                 |                 |                 |                 |                 |
| 2                  | Július Bielik    | Sparta Prague            | 8 mars 1962       |                 |                 |                 |                 |                 |
| 3                  | Miroslav Kadlec  | FC Vítkovice             | 22 juin 1964      |                 |                 |                 |                 |                 |
| 5                  | Ján Kocian       | FC St. Pauli             | 13 mars 1958      |                 |                 |                 |                 |                 |
| 6                  | František Straka | Borussia Mönchengladbach | 21 mars 1958      |                 |                 |                 |                 |                 |
| 14                 | Vladimír Weiss   | Internacionál Bratislava | 22 septembre 1964 |                 |                 |                 |                 |                 |
| 15                 | Vladimír Kinier  | ŠK Slovan Bratislava     | 6 avril 1958      |                 |                 |                 |                 |                 |
| Milieux de terrain |                  |                          |                   |                 |                 |                 |                 |                 |
| 4                  | Ivan Hašek       | Sparta Prague            | 6 septembre 1963  |                 |                 |                 |                 |                 |
| 7                  | Michal Bílek     | Sparta Prague            | 13 avril 1965     |                 |                 |                 |                 |                 |
| 8                  | Jozef Chovanec   | PSV Eindhoven            | 7 mars 1960       |                 |                 |                 |                 |                 |
| 9                  | Luboš Kubík      | AC Fiorentina            | 20 janvier 1964   |                 |                 |                 |                 |                 |
| 11                 | Ľubomír Moravčík | Plastik Nitra            | 22 juin 1965      |                 |                 |                 |                 |                 |
| 12                 | Peter Fieber     | DAC Dunajská Streda      | 16 mai 1964       |                 |                 |                 |                 |                 |
| 13                 | Jiří Němec       | Dukla Prague             | 15 mai 1966       |                 |                 |                 |                 |                 |
| 16                 | Viliam Hýravý    | Baník Ostrava            | 26 novembre 1962  |                 |                 |                 |                 |                 |
| 20                 | Václav Němeček   | Sparta Prague            | 25 janvier 1967   |                 |                 |                 |                 |                 |
| Attaquants         |                  |                          |                   |                 |                 |                 |                 |                 |
| 10                 | Tomáš Skuhravý   | Sparta Prague            | 7 septembre 1965  |                 |                 |                 |                 |                 |
| 17                 | Ivo Knoflíček    | FC St. Pauli             | 23 février 1962   |                 |                 |                 |                 |                 |
| 18                 | Milan Luhový     | Sporting Gijón           | 1er janvier 1963  |                 |                 |                 |                 |                 |
| 19                 | Stanislav Griga  | Feyenoord Rotterdam      | 4 novembre 1961   |                 |                 |                 |                 |                 |
| Sélectionneur      |                  |                          |                   |                 |                 |                 |                 |                 |
|                    | Jozef Vengloš    |                          | 18 février 1936   |                 |                 |                 |                 |                 |

## Coupe du monde

### Premier tour
| Date         | Équipe 1   | Équipe 2        | Résultat | Buteurs                                                                     |
| 10 juin 1990 | États-Unis | Tchécoslovaquie | 1 - 5    | Caligiuri 61e ; Skuhravý 25e et 78e, Bílek 39e (pen), Hašek 50e, Luhový 90e |
| 15 juin 1990 | Autriche   | Tchécoslovaquie | 0 - 1    | Bílek 30e (pen)                                                             |
| 19 juin 1990 | Italie     | Tchécoslovaquie | 2 - 0    | Schillaci 9e ; Baggio 78e                                                   |

| Place | Équipe          | Points | Joués | V | N | D | Buts + | Buts - | Diff. |
| 1er   | Italie          | 6      | 3     | 3 | 0 | 0 | 4      | 0      | +4    |
| 2e    | Tchécoslovaquie | 4      | 3     | 2 | 0 | 1 | 6      | 3      | +3    |
| 3e    | Autriche        | 2      | 3     | 1 | 0 | 2 | 2      | 3      | -1    |
| 4e    | États-Unis      | 0      | 3     | 0 | 0 | 3 | 2      | 8      | -6    |

### Huitième de finale
| Date         | Équipe 1        | Équipe 2   | Résultat | Buteurs                                          |
| 23 juin 1990 | Tchécoslovaquie | Costa Rica | 4 - 1    | Skuhravý 12e, 63e, 82e, Kubík 75e ; González 54e |

### Quart de finale
| Date             | Équipe 1             | Équipe 2        | Résultat | Buteurs            |
| 1er juillet 1990 | Allemagne de l'Ouest | Tchécoslovaquie | 1 - 0    | Matthäus 24e (pen) |

| Titulaires :      |                   |     |
|                   |                   |     |
| 1                 | Bodo Illgner      |     |
| 3                 | Andreas Brehme    |     |
| 4                 | Jürgen Kohler     |     |
| 5                 | Klaus Augenthaler |     |
| 6                 | Guido Buchwald    |     |
| 7                 | Pierre Littbarski |     |
| 10                | Lothar Matthäus   |     |
| 13                | Karl-Heinz Riedle |     |
| 14                | Thomas Berthold   |     |
| 15                | Uwe Bein          | 82e |
| 18                | Jürgen Klinsmann  |     |
|                   |                   |     |
| Remplaçants :     |                   |     |
| 17                | Andreas Möller    | 82e |
|                   |                   |     |
| Sélectionneur :   |                   |     |
| Franz Beckenbauer |                   |     |

| Titulaires :    |                  |     |
|                 |                  |     |
| 1               | Jan Stejskal     |     |
| 3               | Miroslav Kadlec  |     |
| 4               | Ivan Hašek       |     |
| 5               | Ján Kocian       |     |
| 6               | František Straka |     |
| 7               | Michal Bílek     | 67e |
| 8               | Jozef Chovanec   |     |
| 9               | Luboš Kubík      | 80e |
| 10              | Tomáš Skuhravý   |     |
| 11              | Ľubomír Moravčík |     |
| 17              | Ivo Knoflíček    |     |
|                 |                  |     |
| Remplaçants :   |                  |     |
| 19              | Stanislav Griga  | 80e |
| 20              | Václav Němeček   | 67e |
|                 |                  |     |
| Sélectionneur : |                  |     |
| Jozef Vengloš   |                  |     |

| Titulaires :      |                   |     |
|                   |                   |     |
| 1                 | Bodo Illgner      |     |
| 3                 | Andreas Brehme    |     |
| 4                 | Jürgen Kohler     |     |
| 5                 | Klaus Augenthaler |     |
| 6                 | Guido Buchwald    |     |
| 7                 | Pierre Littbarski |     |
| 10                | Lothar Matthäus   |     |
| 13                | Karl-Heinz Riedle |     |
| 14                | Thomas Berthold   |     |
| 15                | Uwe Bein          | 82e |
| 18                | Jürgen Klinsmann  |     |
|                   |                   |     |
| Remplaçants :     |                   |     |
| 17                | Andreas Möller    | 82e |
|                   |                   |     |
| Sélectionneur :   |                   |     |
| Franz Beckenbauer |                   |     |

| Titulaires :    |                  |     |
|                 |                  |     |
| 1               | Jan Stejskal     |     |
| 3               | Miroslav Kadlec  |     |
| 4               | Ivan Hašek       |     |
| 5               | Ján Kocian       |     |
| 6               | František Straka |     |
| 7               | Michal Bílek     | 67e |
| 8               | Jozef Chovanec   |     |
| 9               | Luboš Kubík      | 80e |
| 10              | Tomáš Skuhravý   |     |
| 11              | Ľubomír Moravčík |     |
| 17              | Ivo Knoflíček    |     |
|                 |                  |     |
| Remplaçants :   |                  |     |
| 19              | Stanislav Griga  | 80e |
| 20              | Václav Němeček   | 67e |
|                 |                  |     |
| Sélectionneur : |                  |     |
| Jozef Vengloš   |                  |     |

## Liens Externes
Quart de finale RFA - Tchécoslovaquie 